# Saison 2014 de l'équipe cycliste T.Palm-Pôle Continental Wallon

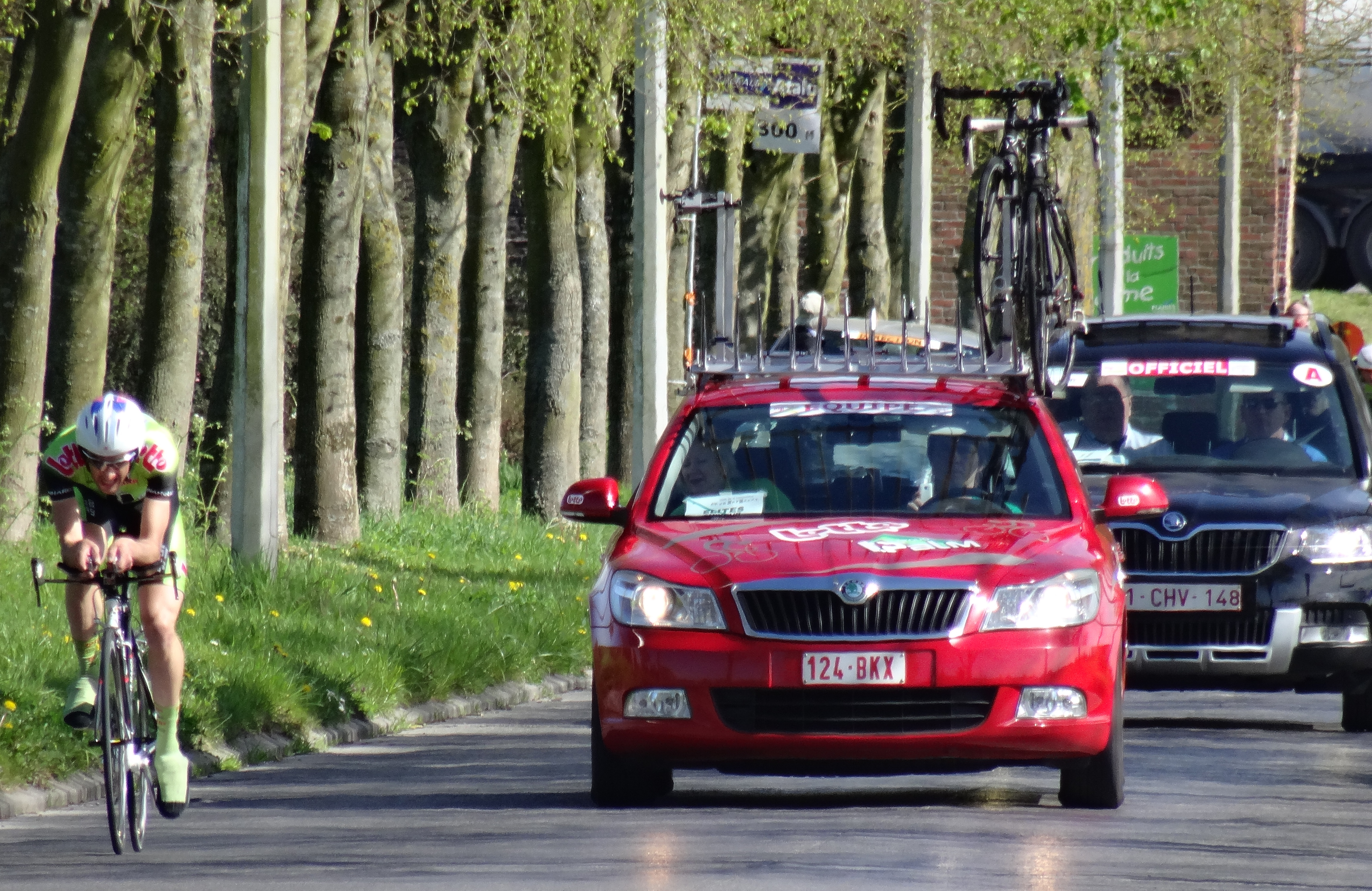
Un des coureurs lors du contre-la-montre de la 2e a étape du Triptyque des Monts et Châteaux 2014 à Bernissart.

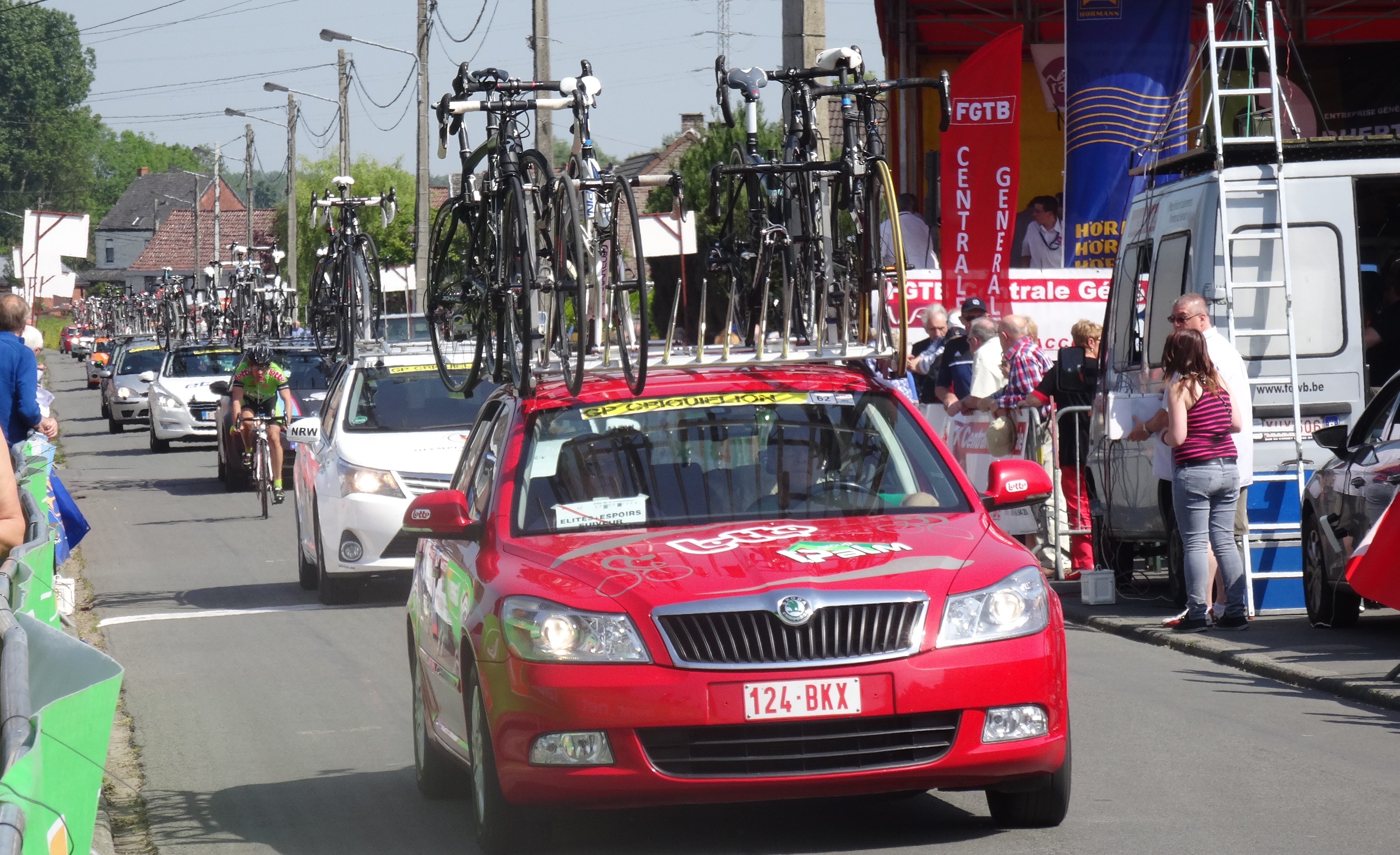
Une des voitures de l'équipe franchissant la ligne d'arrivée lors du Grand Prix Criquielion 2014 à Deux-Acren.

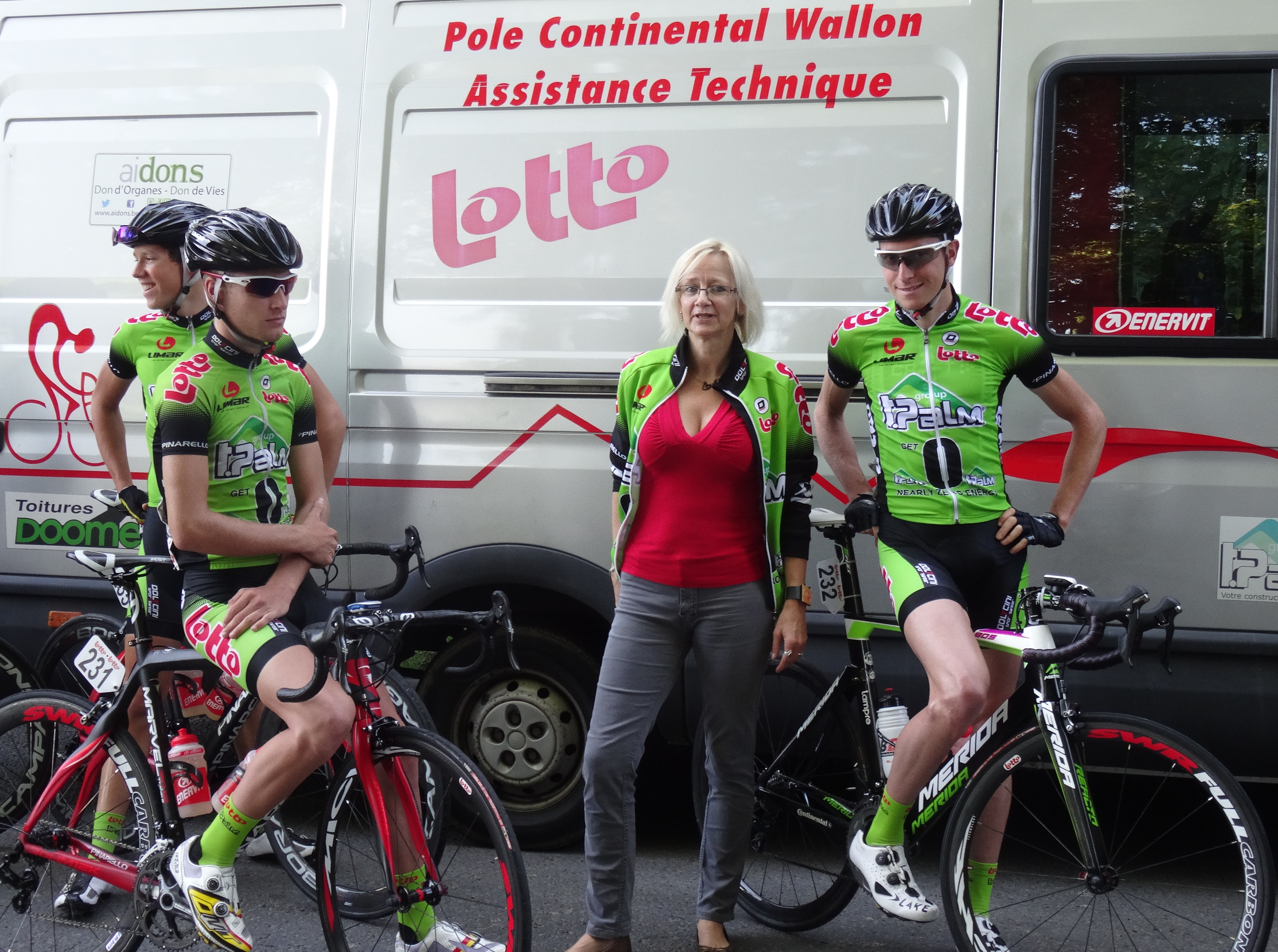
Claire Lesceux, soigneuse, et les coureurs devant la camionnette, peu avant le départ de la 2e étape de l'Eurométropole Tour 2014 à Estaimbourg.

La saison 2014 de l'équipe cycliste T.Palm-Pôle Continental Wallon est la neuvième de cette équipe.

## Préparation de la saison 2014

### Arrivées et départs
En novembre 2013, l'équipe annonce les départs de Gaëtan Pons vers Color Code-Biowanze, de Louis Convens vers Verandas Willems et de Ian Vansumere vers Josan-To Win. Six nouveaux coureurs arrivent, dont deux avaient précédemment roulé pour T.Palm-Pôle Continental Wallon : Joeri Bueken de Crelan-Euphony, Guillaume Haag de Verandas Willems-CC Chevigny, Kevin Thome et Olivier Poppe de Verandas Willems ; enfin l'équipe accueille le Canadien Hendrik Pineda et le Britannique Thomas Armstrong.
De nombreux départs et arrivées ont eu lieu au cours de la saison 2014.
| Arrivées          | Équipe 2013                  |
| ----------------- | ---------------------------- |
| Joeri Bueken      | Crelan-Euphony               |
| Sébastien Carabin | Merida-Wallonie              |
| Guillaume Haag    | Verandas Willems-CC Chevigny |
| Jeff Peelaers     | Van Der Vurst                |
| Hendrik Pineda    |                              |
| Olivier Poppe     | Verandas Willems             |
| Rudy Rouet        | Ottignies-Perwez             |
| Kevin Thome       | Verandas Willems             |

| Départs         | Équipe 2014         |
| --------------- | ------------------- |
| Louis Convens   | Verandas Willems    |
| Kieran Hambrook |                     |
| Gaëtan Marion   | Colba-Superano Ham  |
| Gaëtan Pons     | Color Code-Biowanze |
| Ian Vansumere   | Josan-To Win        |

### Objectifs
L'objectif de T.Palm-Pôle Continental Wallon est de « permettre à ses jeunes talents de s’aguerrir et de rejoindre le cyclisme professionnel ». Créée en 2006, elle est la première équipe continentale à avoir été mise sur pied en Wallonie.
En début de saison, Pierre Pirard note toutefois que dix-sept coureurs passés par T.Palm-Pôle Continental Wallon se trouvent désormais dans les équipes du ministre André Antoine : Wallonie-Bruxelles et Color Code-Biowanze.

## Coureurs et encadrement technique

### Effectif

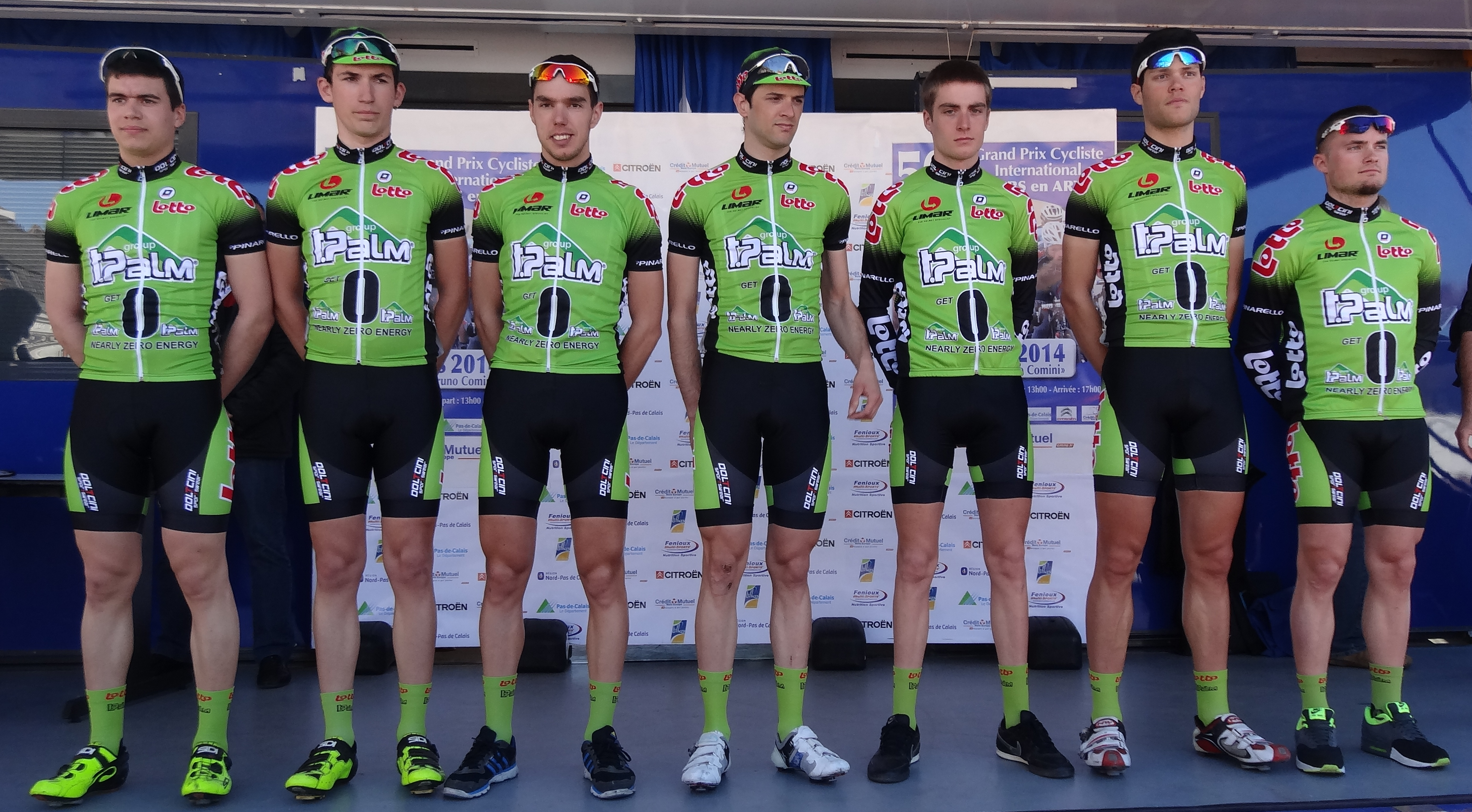
L'équipe lors du Grand Prix de Lillers-Souvenir Bruno Comini 2014.

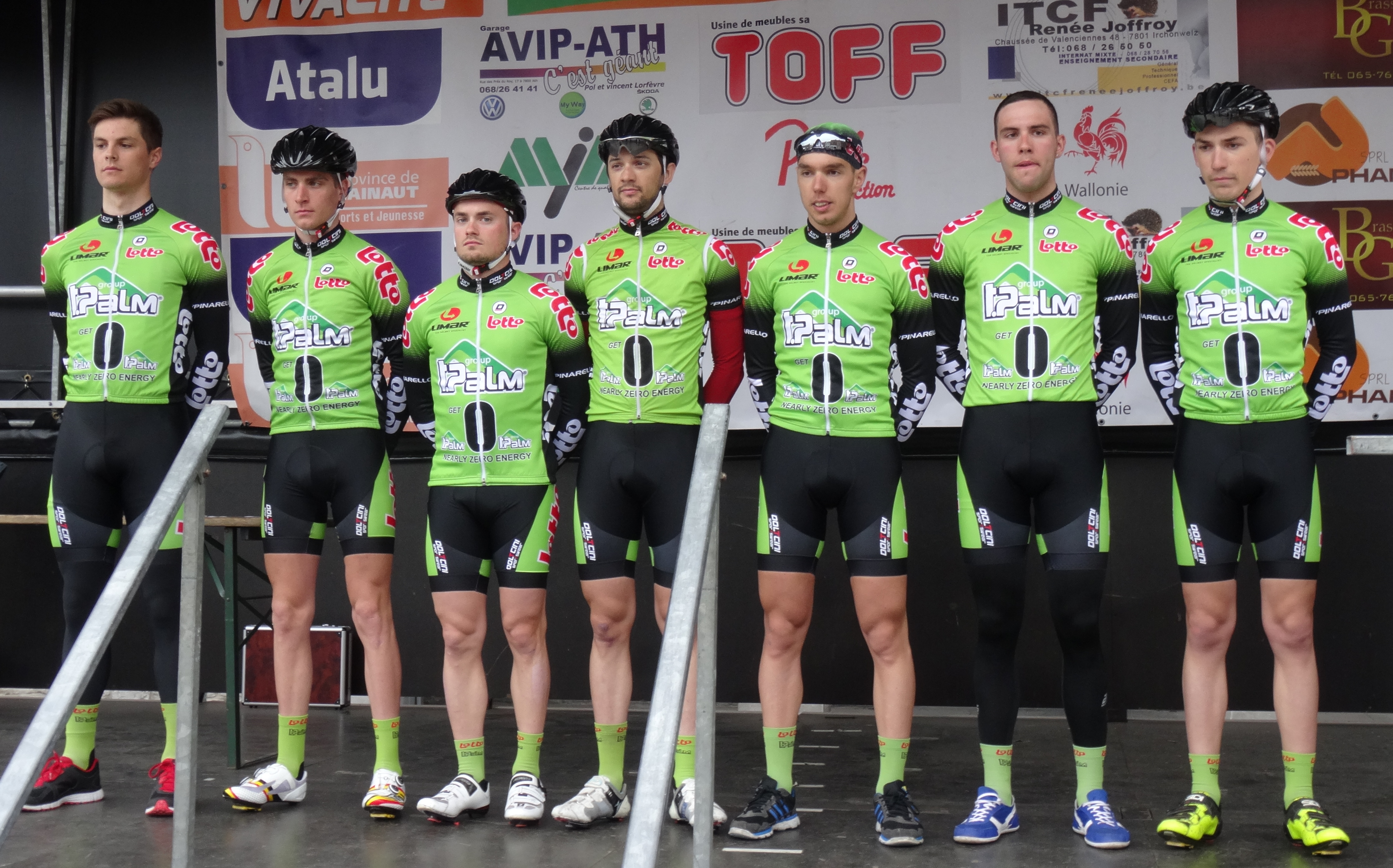
L'équipe lors du Triptyque des Monts et Châteaux 2014.

Dix-sept coureurs, dont douze francophones, constituent initialement l'effectif 2014 de l'équipe,. Début mai 2014, on apprend que Joeri Bueken a été suspendu durant un an par la Fédération belge de cyclisme. En juin 2013, alors qu'il fait encore partie de l'effectif de Crelan-Euphony (l'équipe disparaît à la fin de la saison 2013), il doit recevoir un traitement médical de trois mois à l'hôpital universitaire de Louvain, où des substances interdites dans la pratique du cyclisme lui sont injectées, mais bien qu'il ait communiqué toutes les informations nécessaires, il est suspendu en septembre « pour ne pas avoir remis sa licence à temps, en juin, à la Fédération ». Il s'agit d'une erreur administrative. Toshoni Van Craen arrête quant à lui pour se consacrer à ses études universitaires. Enfin, le directeur sportif Pascal Pieterarens s'attend au départ d'Olivier Poppe, ce dernier ayant de plus en plus de travail dans l'entreprise de sa sœur.
Les deux départs déjà actés en mai 2014 sont prévus d'être remplacés par deux nouveaux espoirs. Kevin Thome et Guillaume Haag étant absents pour problèmes de dos, l'équipe ne compte plus qu'un programme de course et ne dédouble plus son effectif. La moyenne d'âge y est de 23 ans.
L'équipe s'étant donc séparée de Toshoni Van Craen, Olivier Poppe et Joeri Bueken, Pascal Pieteraerens a pu les remplacer durant le mois de juin grâce à trois arrivées :
- Thomas Armstrong, du Royaume-Uni, qui roulait en 2013 pour Bianchi-Lotto-Nieuwe Hoop Tielen. Il était apparu au Tour du Limbourg et à Romsée-Stavelot-Romsée, mais est tombé malade par la faute de Tom Vessey avec qui il vit.
- Ian Vansumere, déjà dans l'équipe l'année passée, était passé chez Josan-To Win, où il ne s'était pas bien adapté. Sa dernière course chez Josan-To Win était Halle-Ingooigem, où il a pris la 67e place.
- Boris Beelen, fils de Daniel Beelen, avait stoppé le cyclisme pour se consacrer à ses études de commerce. Son année étant terminée, il peut se consacrer pleinement au cyclisme, et pourrait s'engager sur le Ronde van Oost-Vlaanderen et le Tour de Namur[6].

Wouter Leten (Van Der Vurst Development) arrive comme stagiaire en août 2014. Claudio Catania le suit de peu. Italo-Allemand, il courait auparavant pour l'équipe Bianchi-Lotto-Nieuwe Hoop Tielen.
Jeff Peelaers arrive dans l'équipe en septembre en provenance de Van Der Vurst Development, et participe à sa première course en tant que membre de l'équipe le 14 à l'occasion du Grand Prix Jef Scherens, où il termine 71e,.

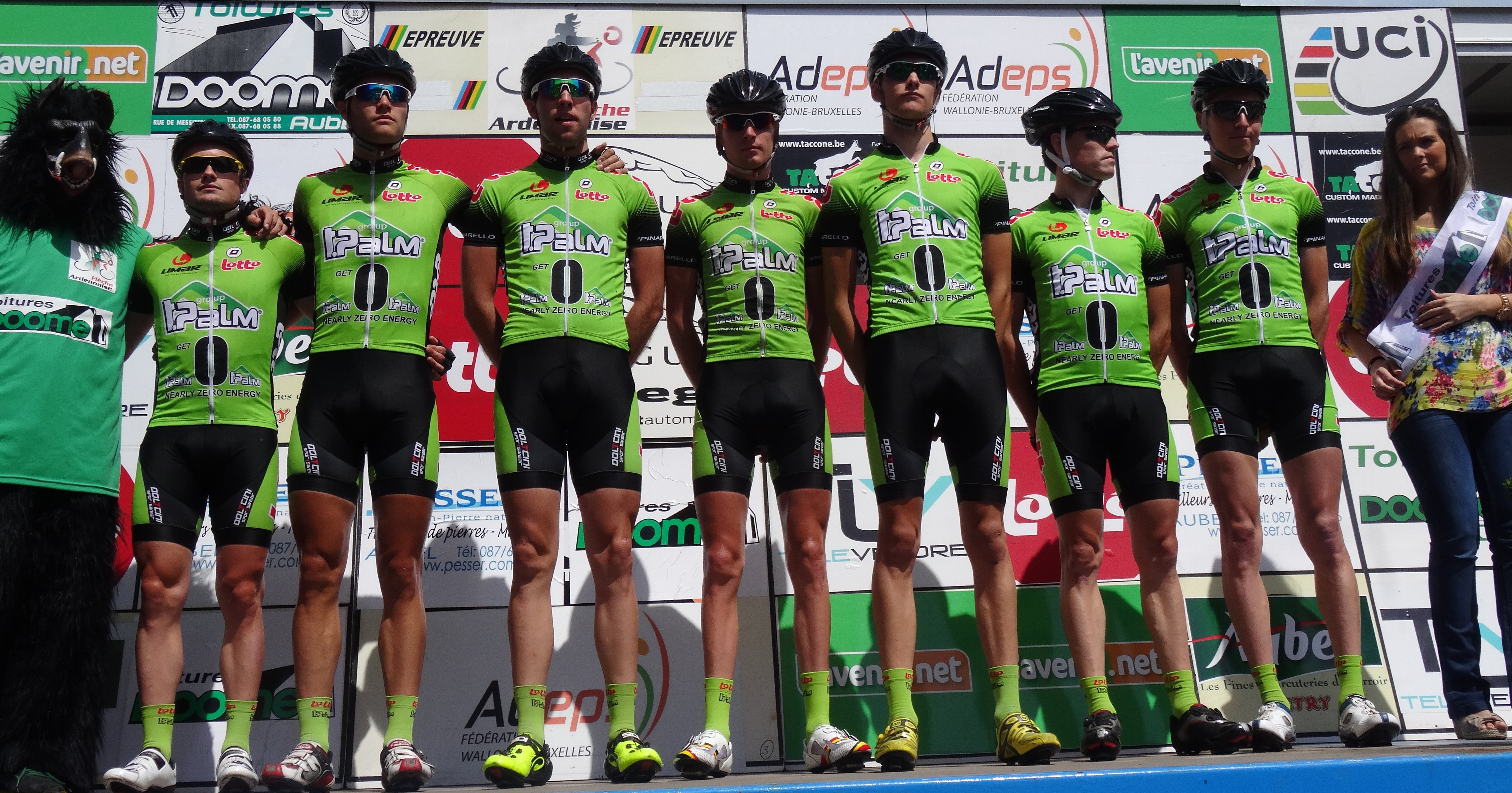
L'équipe lors de la Flèche ardennaise 2014.

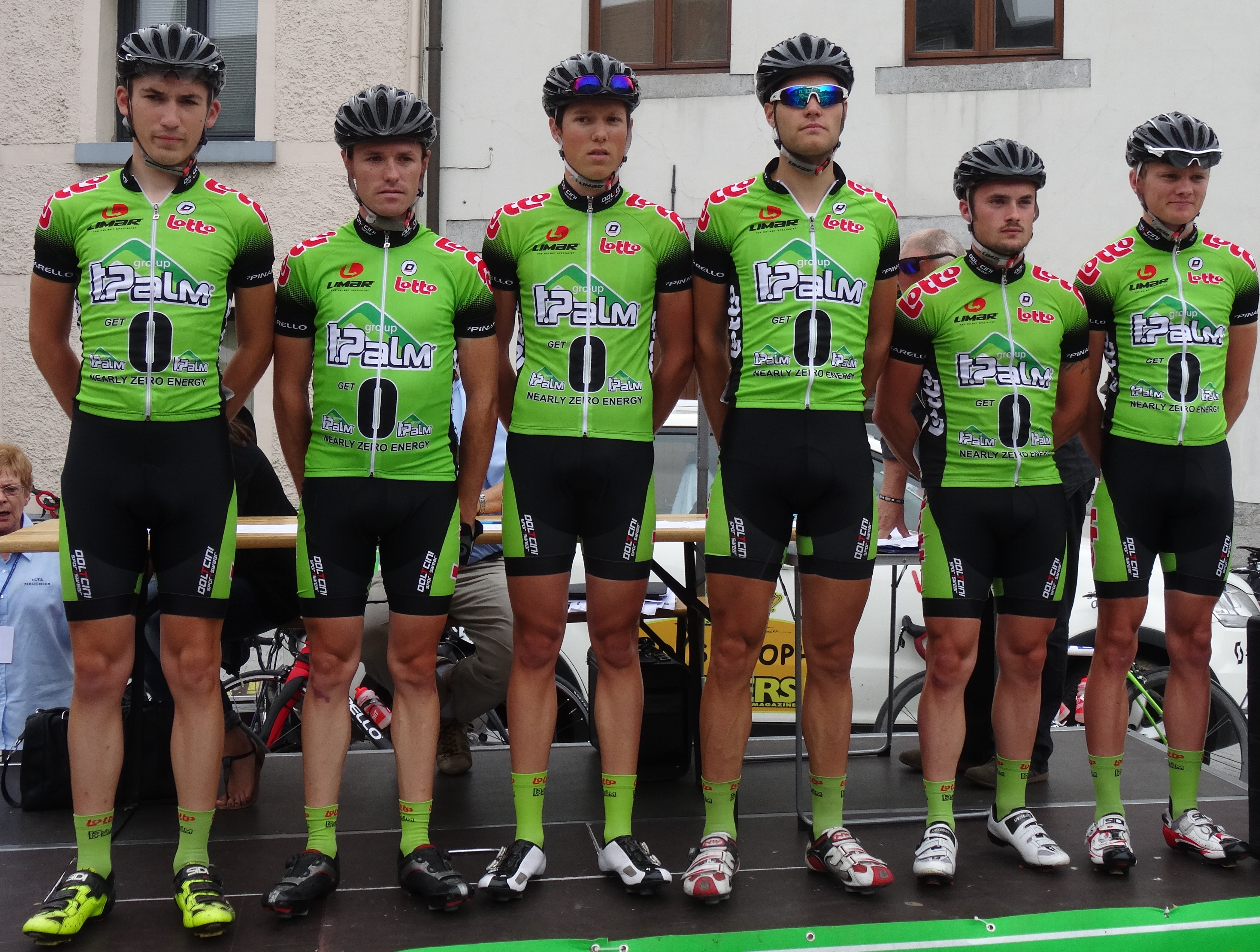
L'équipe lors de la 1re étape du Tour de la province de Namur 2014.

| Cycliste,          | Date de naissance | Nationalité      | Équipe 2013                      |
| ------------------ | ----------------- | ---------------- | -------------------------------- |
| Thomas Armstrong   | 27 août 1994      | Royaume-Uni      | Bianchi-Lotto-Nieuwe Hoop Tielen |
| Jonathan Baratto   | 27 septembre 1991 | Belgique         | T.Palm-Pôle Continental Wallon   |
| Boris Beelen       | 18 février 1993   | Belgique         |                                  |
| Joeri Bueken       | 1er mars 1991     | Belgique         | Crelan-Euphony                   |
| Sébastien Carabin  | 28 mars 1989      | Belgique         | Merida-Wallonie                  |
| Julien Dechesne    | 10 avril 1991     | Belgique         | T.Palm-Pôle Continental Wallon   |
| Axel Gremelpont    | 25 juin 1990      | Belgique         | T.Palm-Pôle Continental Wallon   |
| Guillaume Haag     | 9 novembre 1989   | Belgique         | Verandas Willems-CC Chevigny     |
| Jeff Peelaers,     | 30 septembre 1992 | Belgique         | Rock Werchter                    |
| Hendrik Pineda     | 8 mai 1995        | Canada           |                                  |
| Olivier Poppe      | 8 avril 1992      | Belgique         | Verandas Willems                 |
| Rudy Rouet         | 5 janvier 1985    | Belgique         | Ottignies-Perwez                 |
| Sébastien Sciascia | 13 juillet 1991   | Belgique         | T.Palm-Pôle Continental Wallon   |
| Alexandre Seny     | 22 juin 1994      | Belgique         | T.Palm-Pôle Continental Wallon   |
| Kevin Thome        | 15 juin 1989      | Belgique         | Verandas Willems                 |
| Toshoni Van Craen  | 9 février 1992    | Belgique         | T.Palm-Pôle Continental Wallon   |
| Glenn Van De Maele | 6 septembre 1989  | Belgique         | T.Palm-Pôle Continental Wallon   |
| Ian Vansumere      | 14 juin 1990      | Belgique         | T.Palm-Pôle Continental Wallon   |
| Maxime Vekeman     | 14 septembre 1993 | Belgique         | T.Palm-Pôle Continental Wallon   |
| Tom Vessey         | 22 décembre 1994  | Nouvelle-Zélande | T.Palm-Pôle Continental Wallon   |
| Andrew Ydens       | 23 août 1989      | Belgique         | T.Palm-Pôle Continental Wallon   |
| Stagiaire          | Date de naissance | Nationalité      | Équipe 2014                      |
| Claudio Catania    | 4 avril 1992      | Italie           | Bianchi-Lotto-Nieuwe Hoop Tielen |
| Wouter Leten       | 11 janvier 1994   | Belgique         | Van Der Vurst Development        |

Portraits
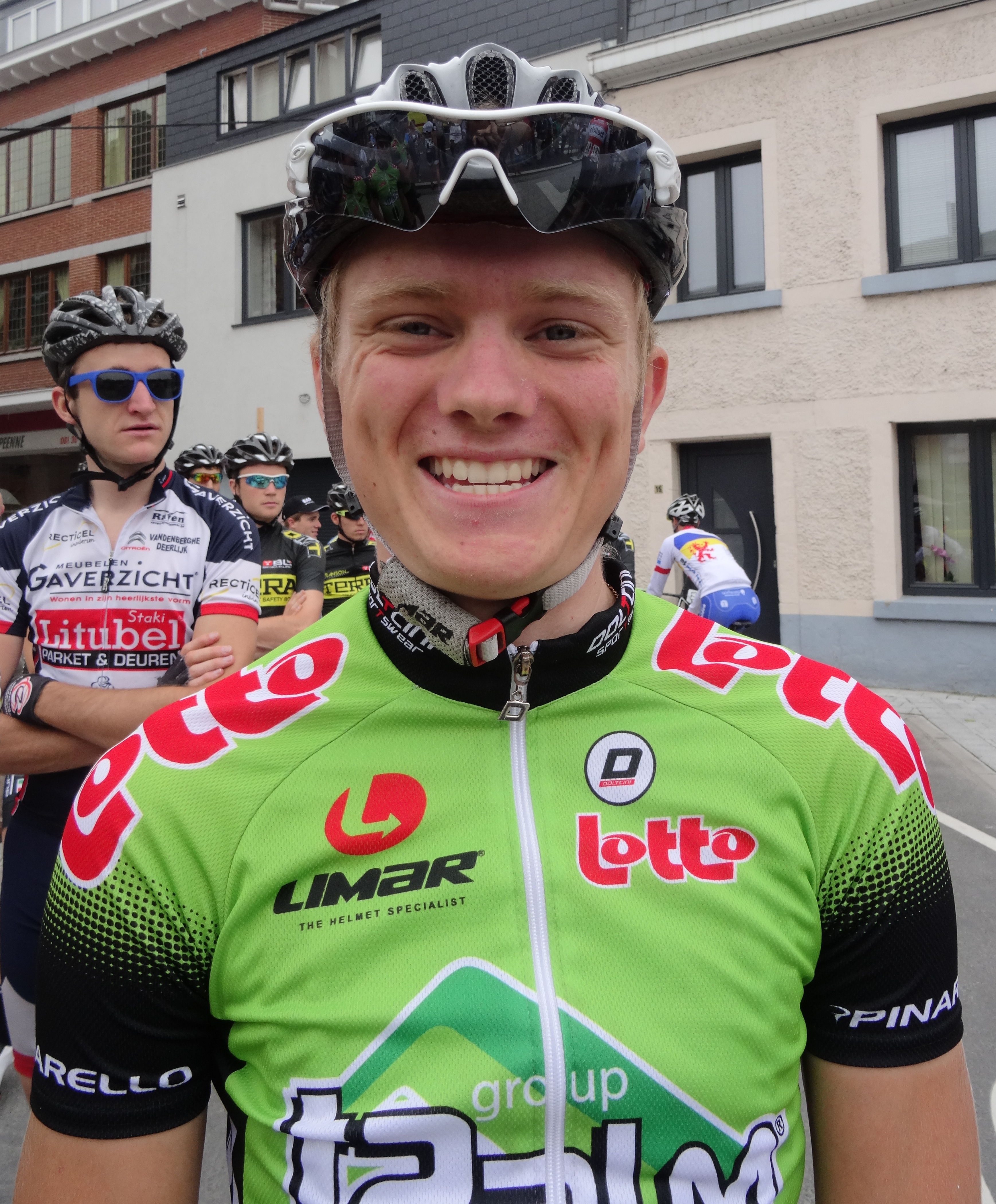
Thomas Armstrong.
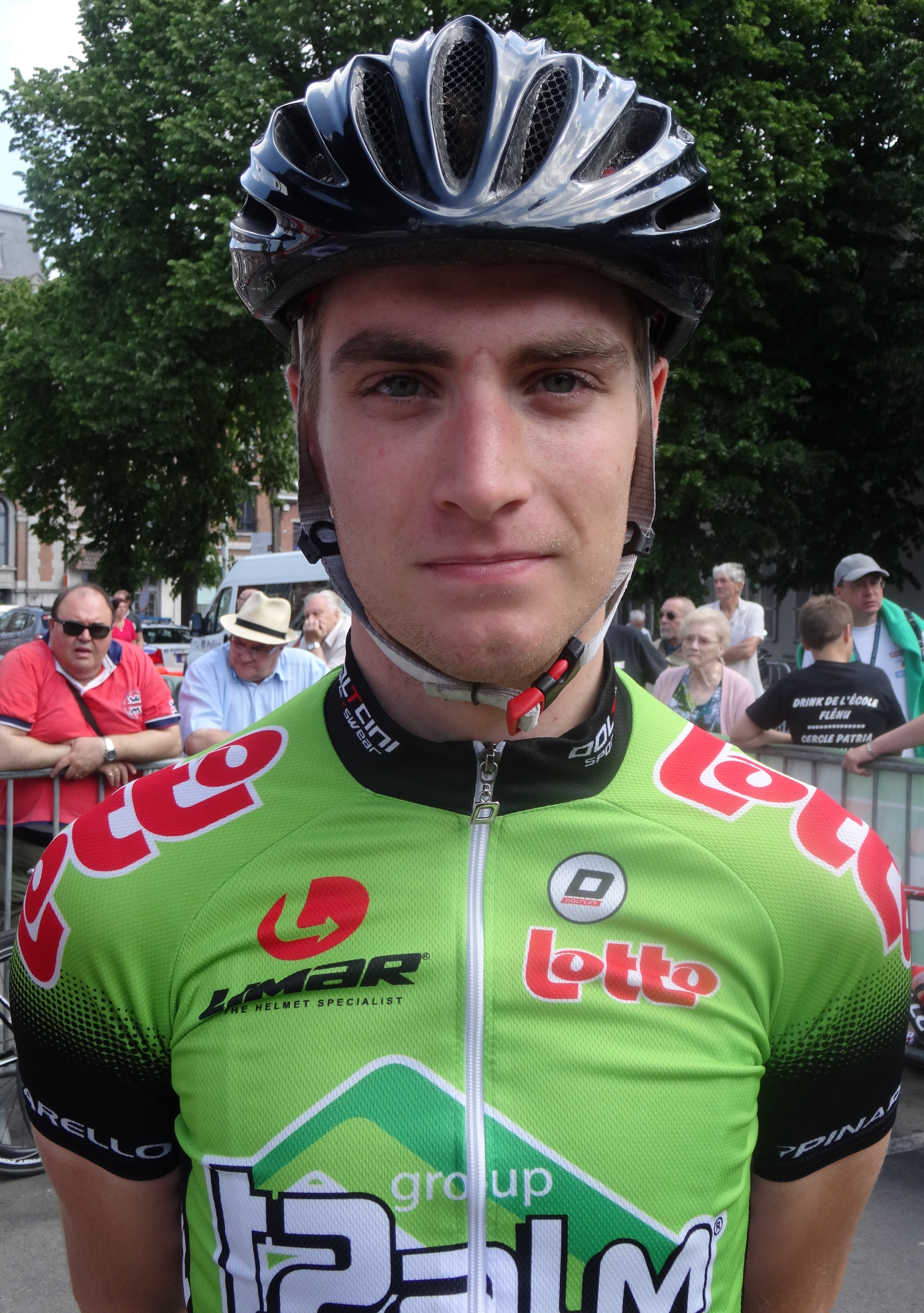
Jonathan Baratto.
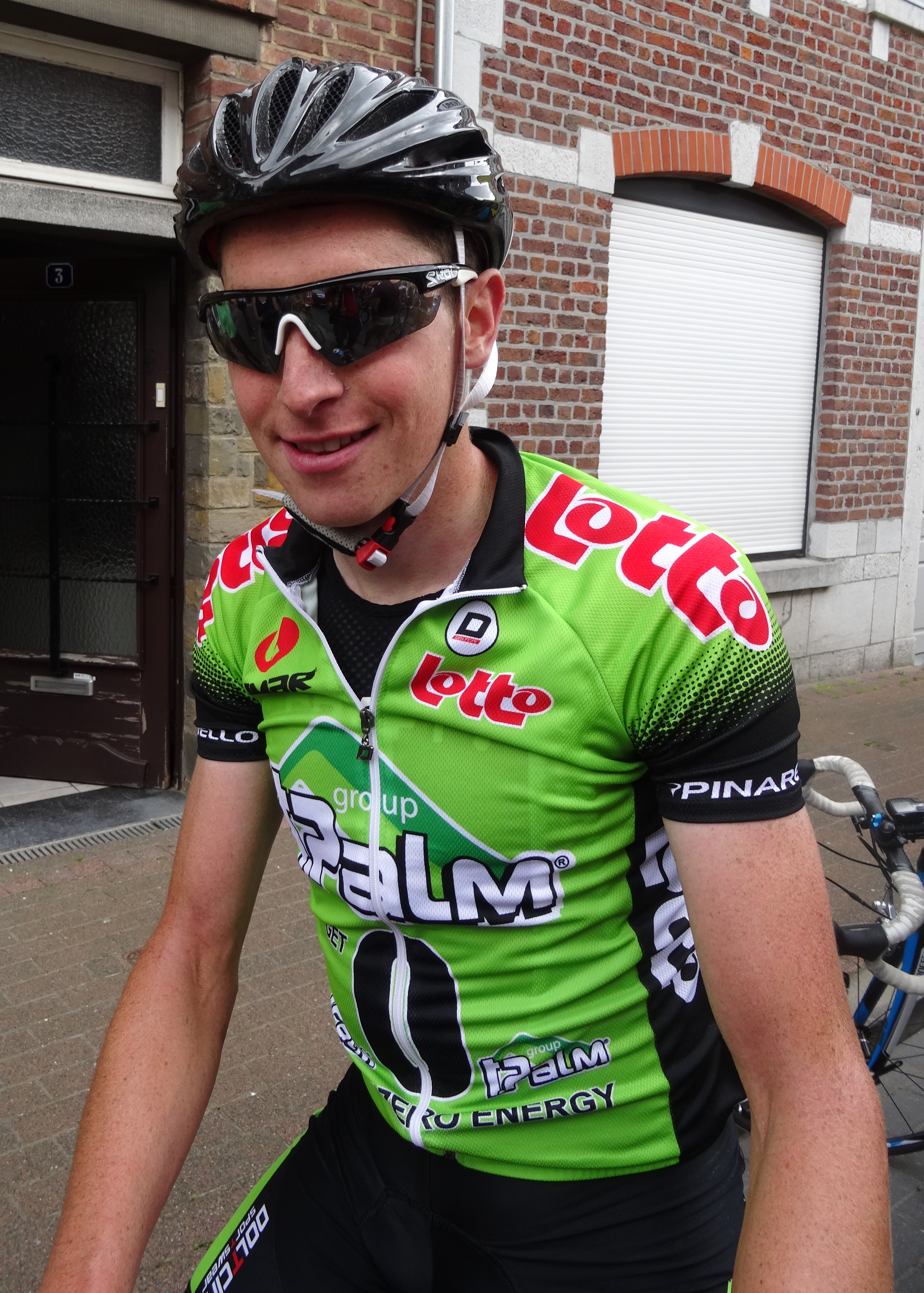
Sébastien Carabin.
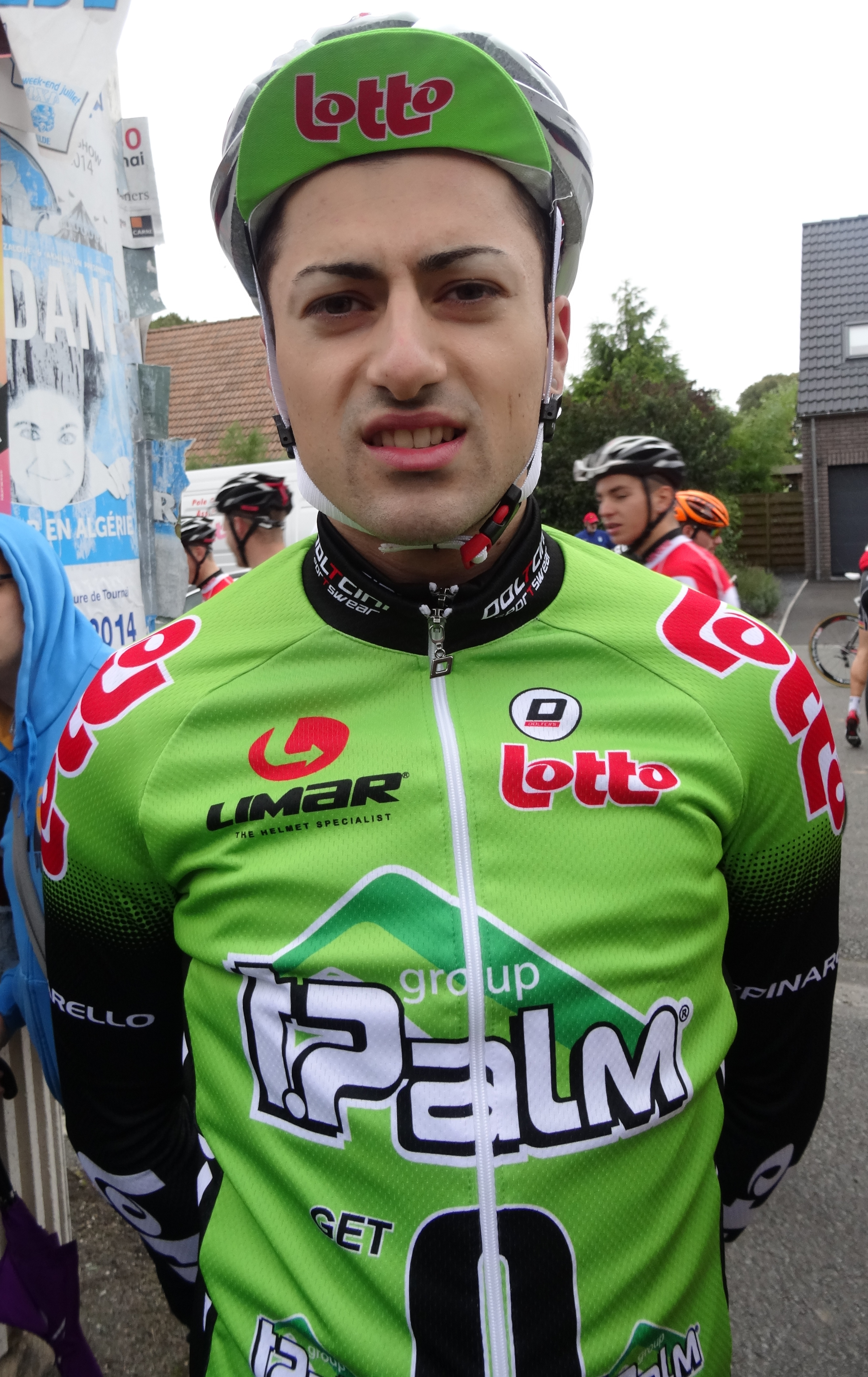
Claudio Catania.
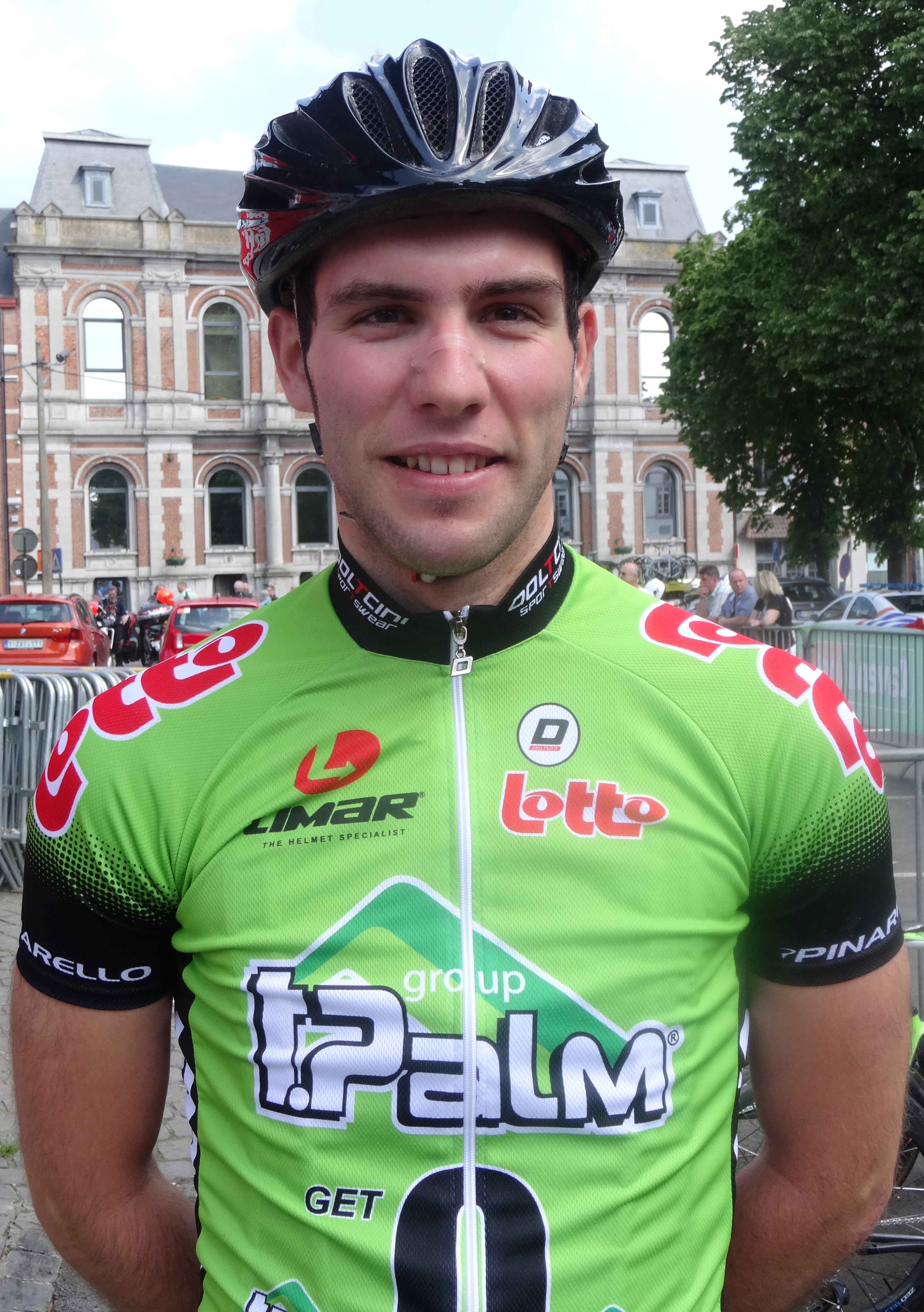
Axel Gremelpont.
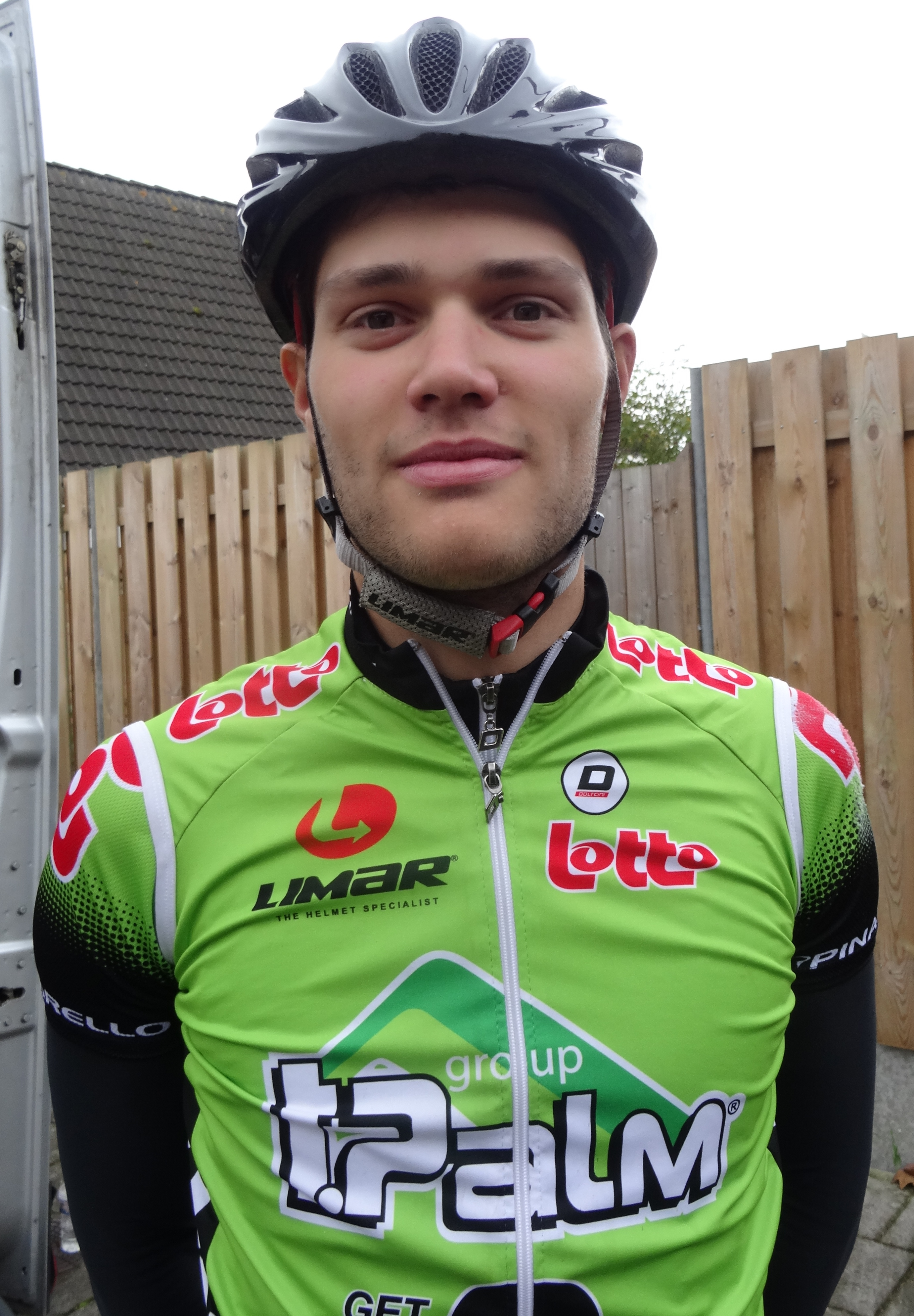
Guillaume Haag.
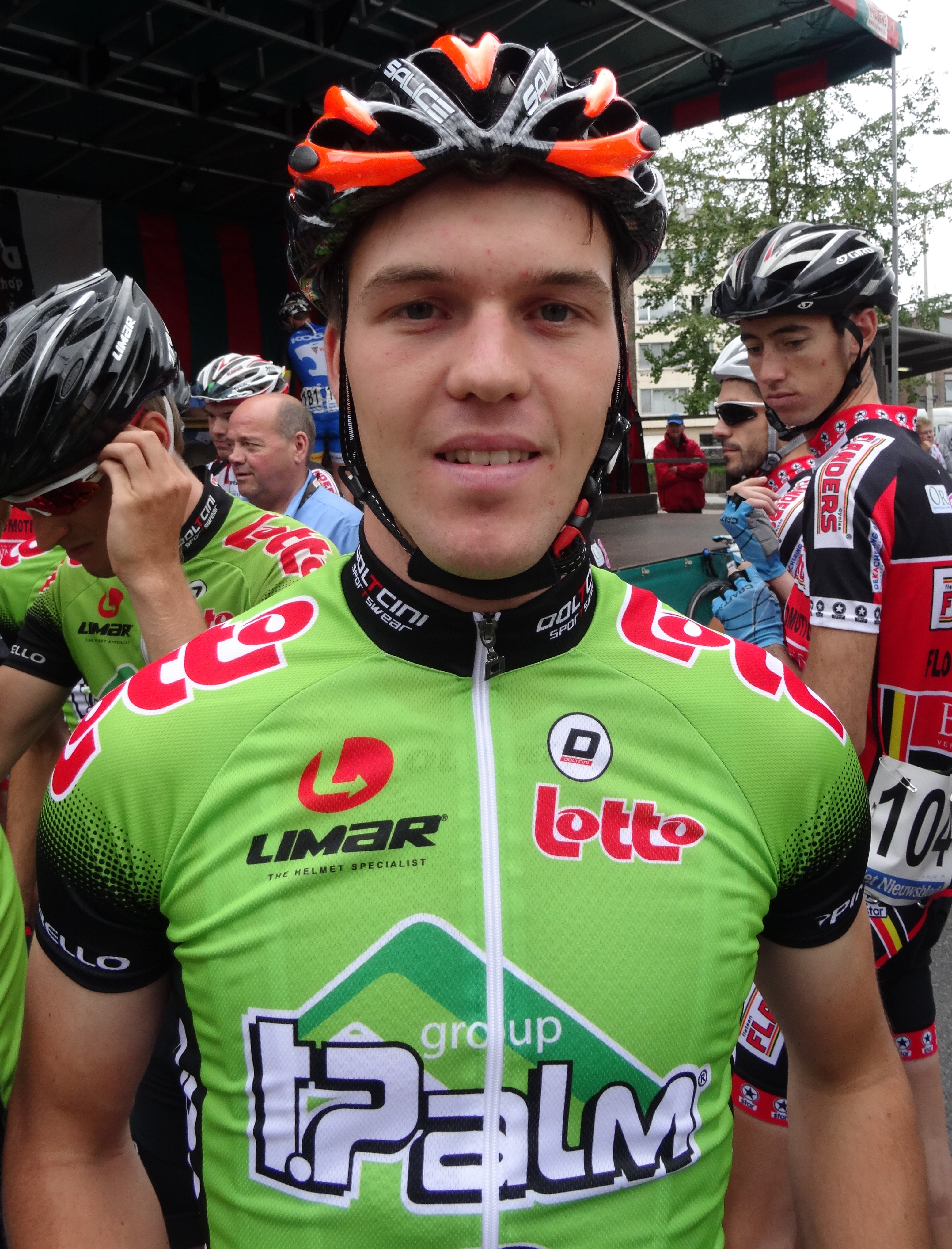
Wouter Leten.
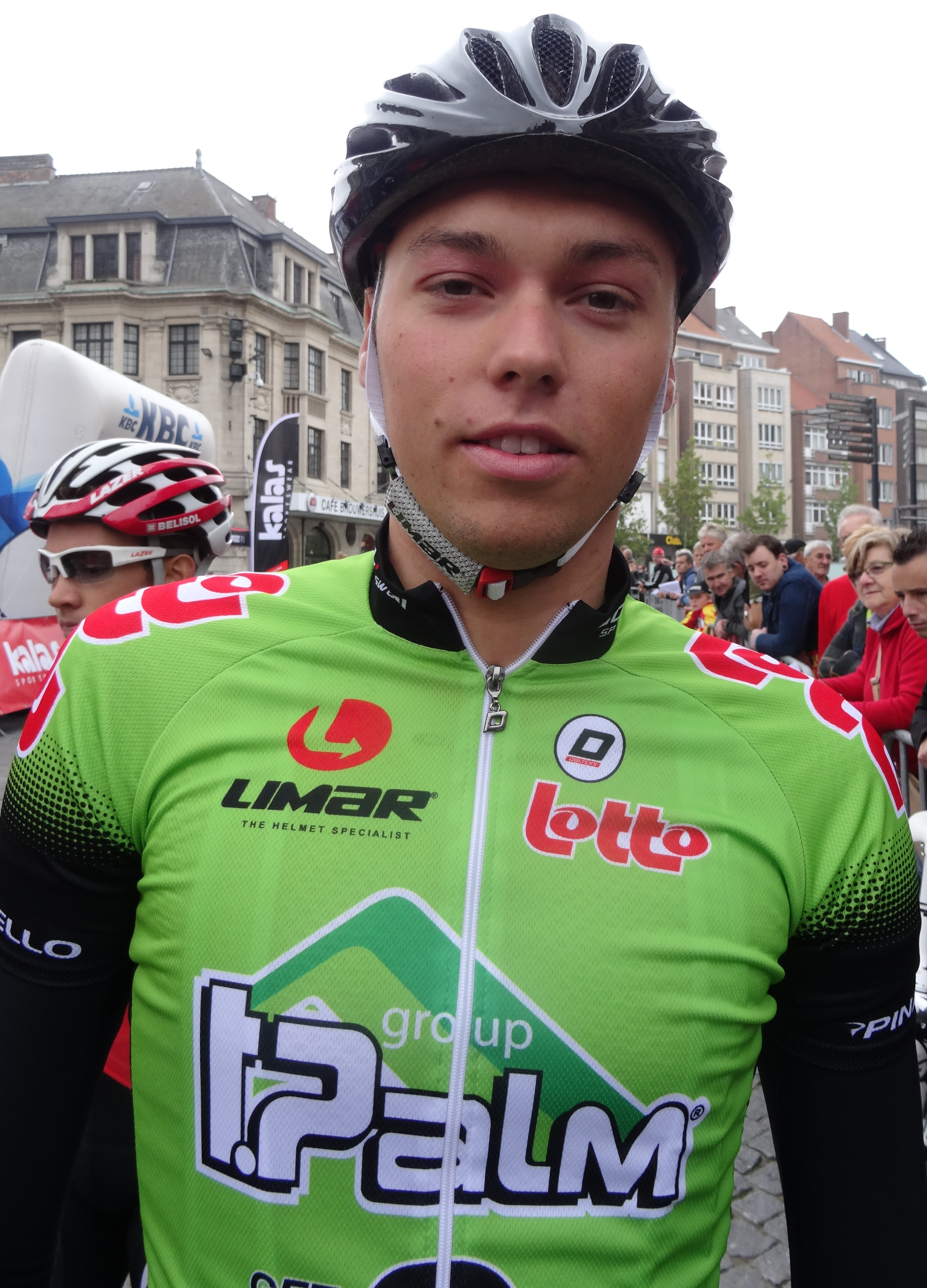
Jeff Peelaers.
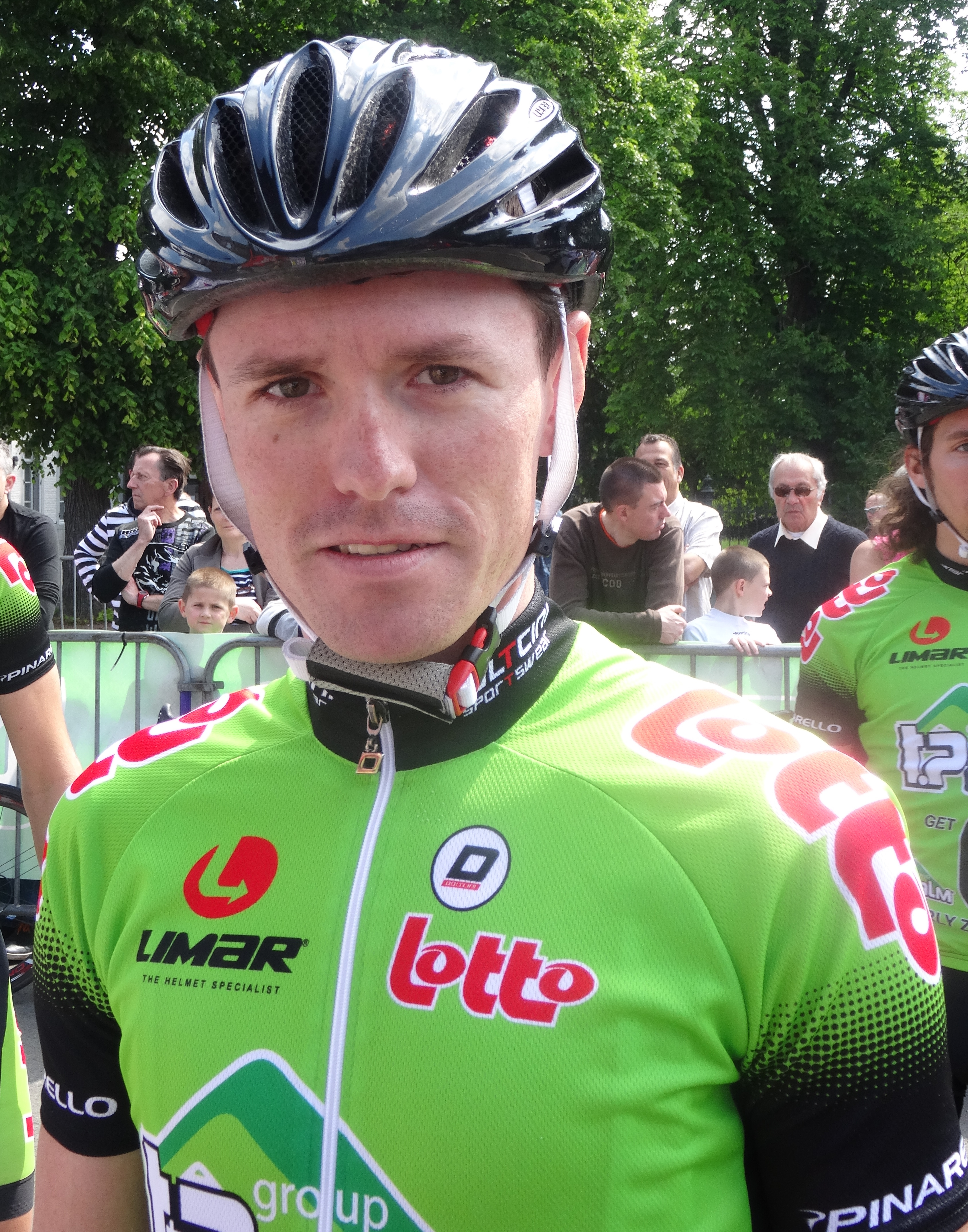
Rudy Rouet.
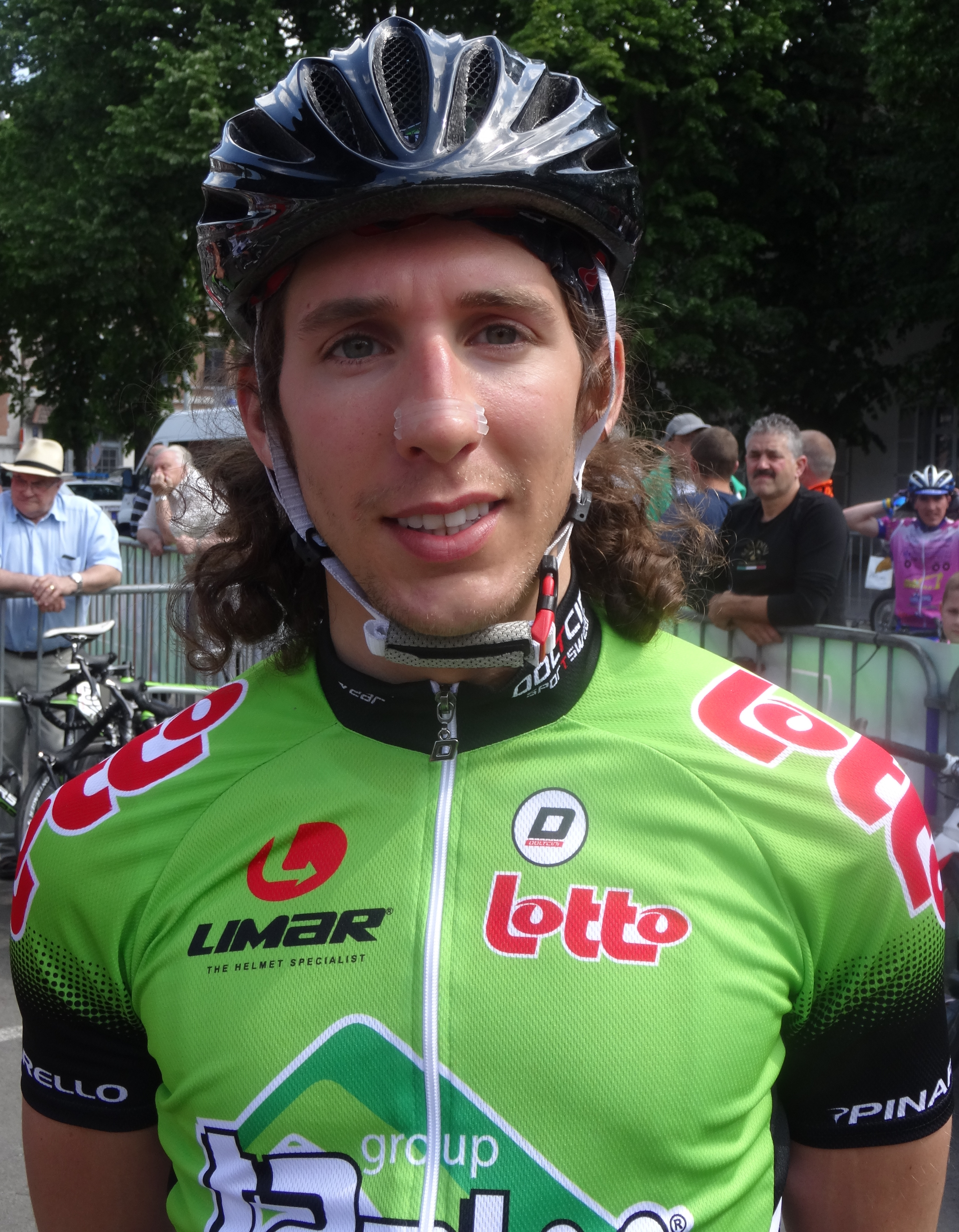
Sébastien Sciascia.
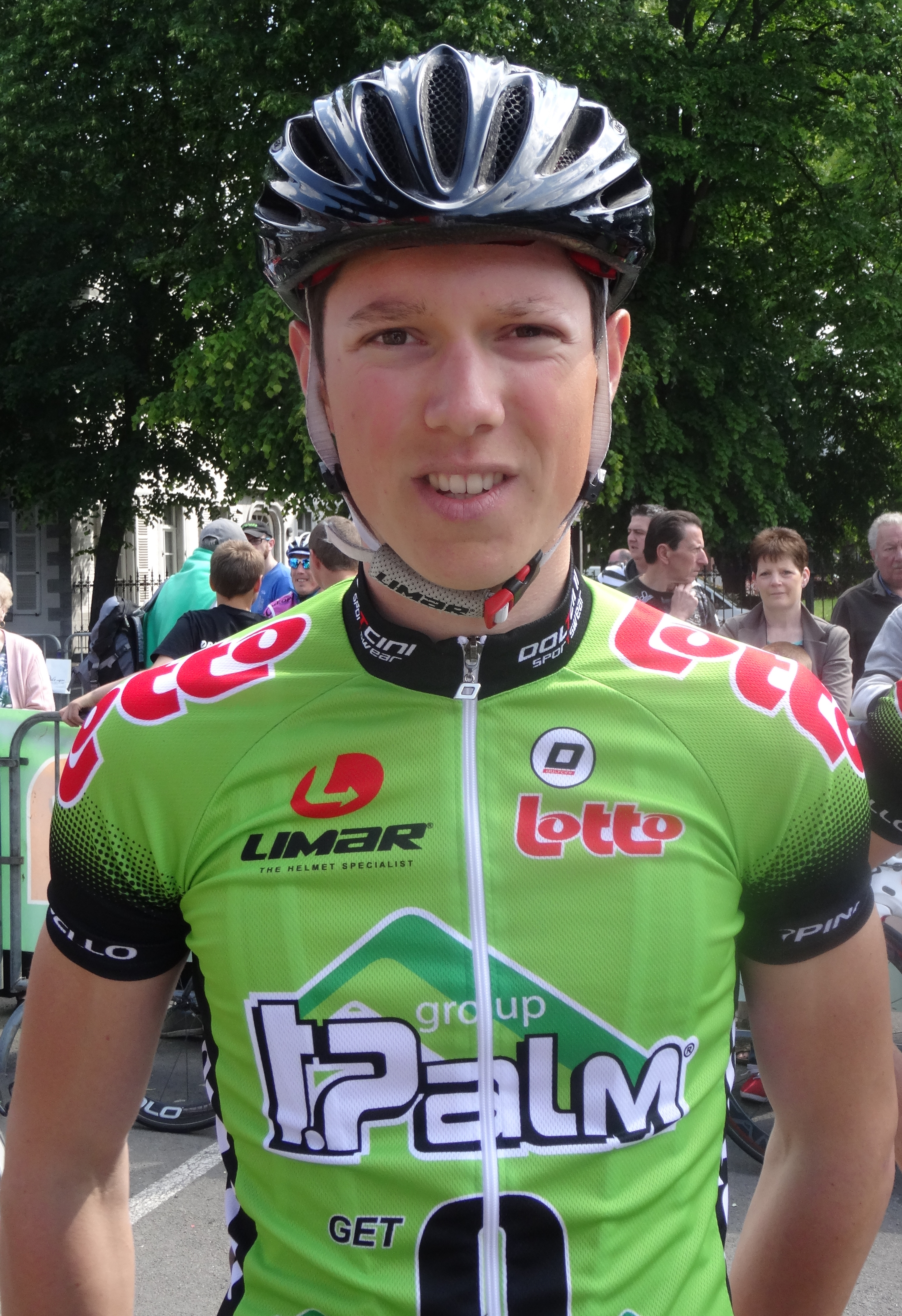
Alexandre Seny.
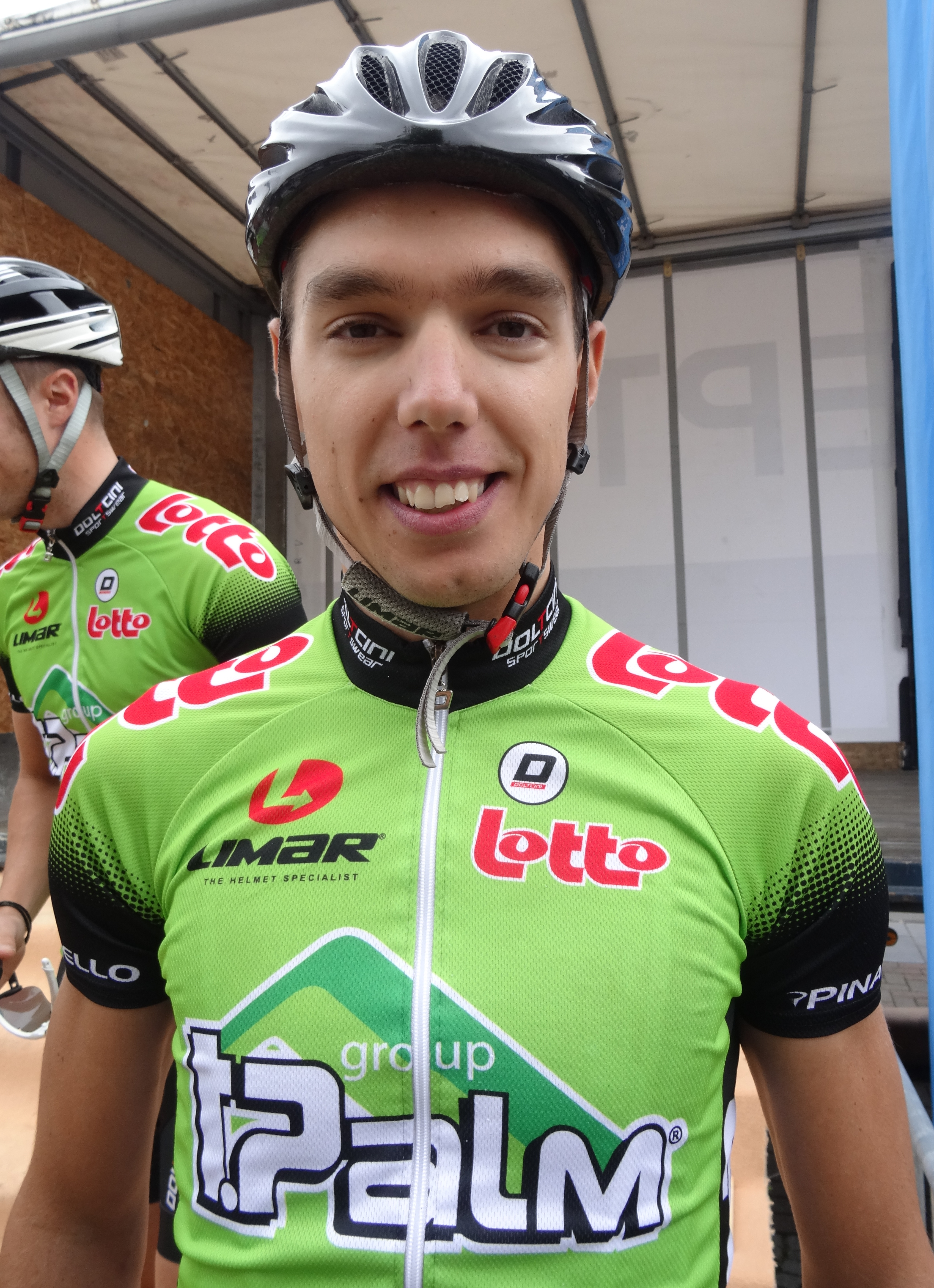
Glenn Van de Maele.
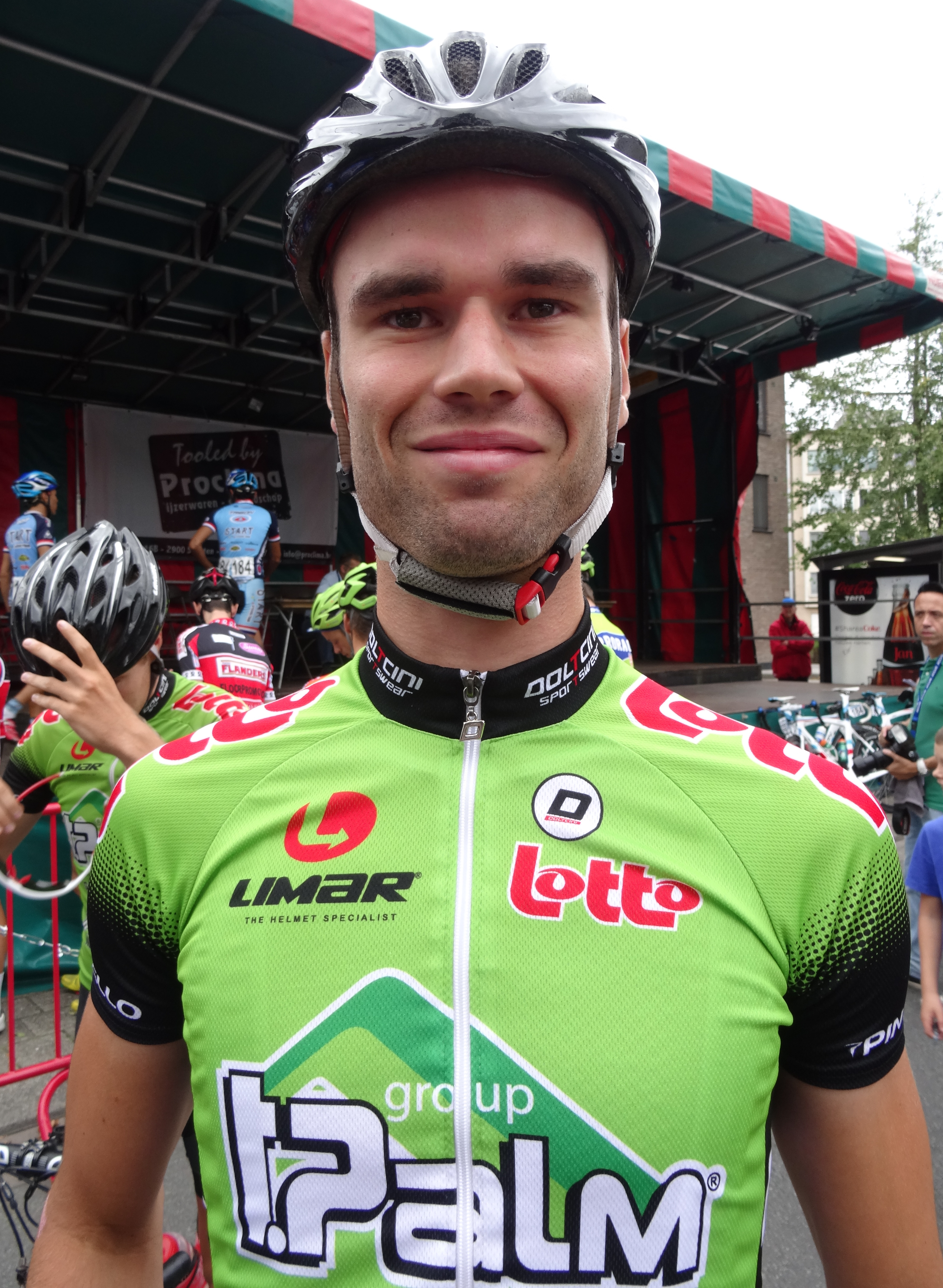
Ian Vansumere.
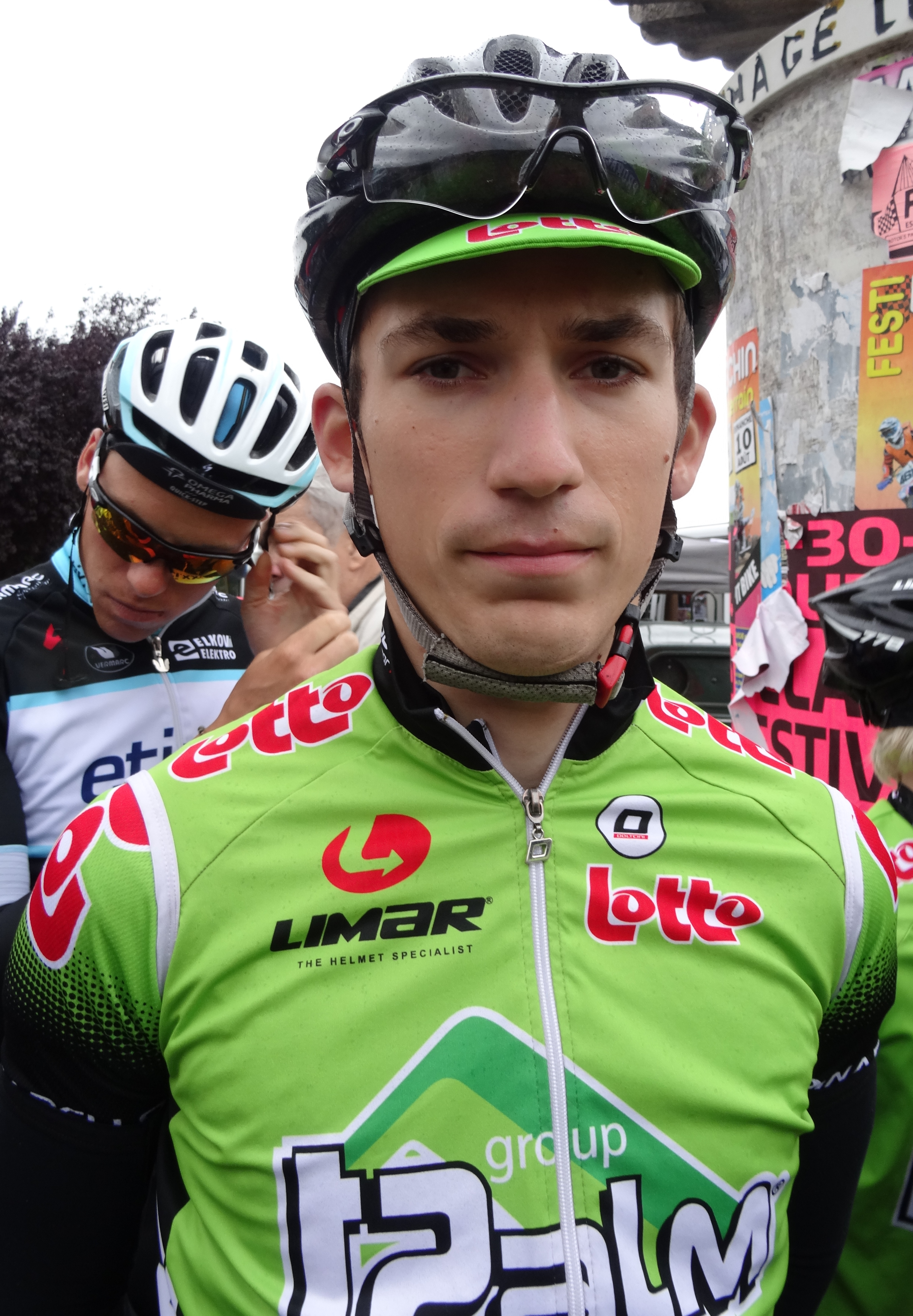
Maxime Vekeman.
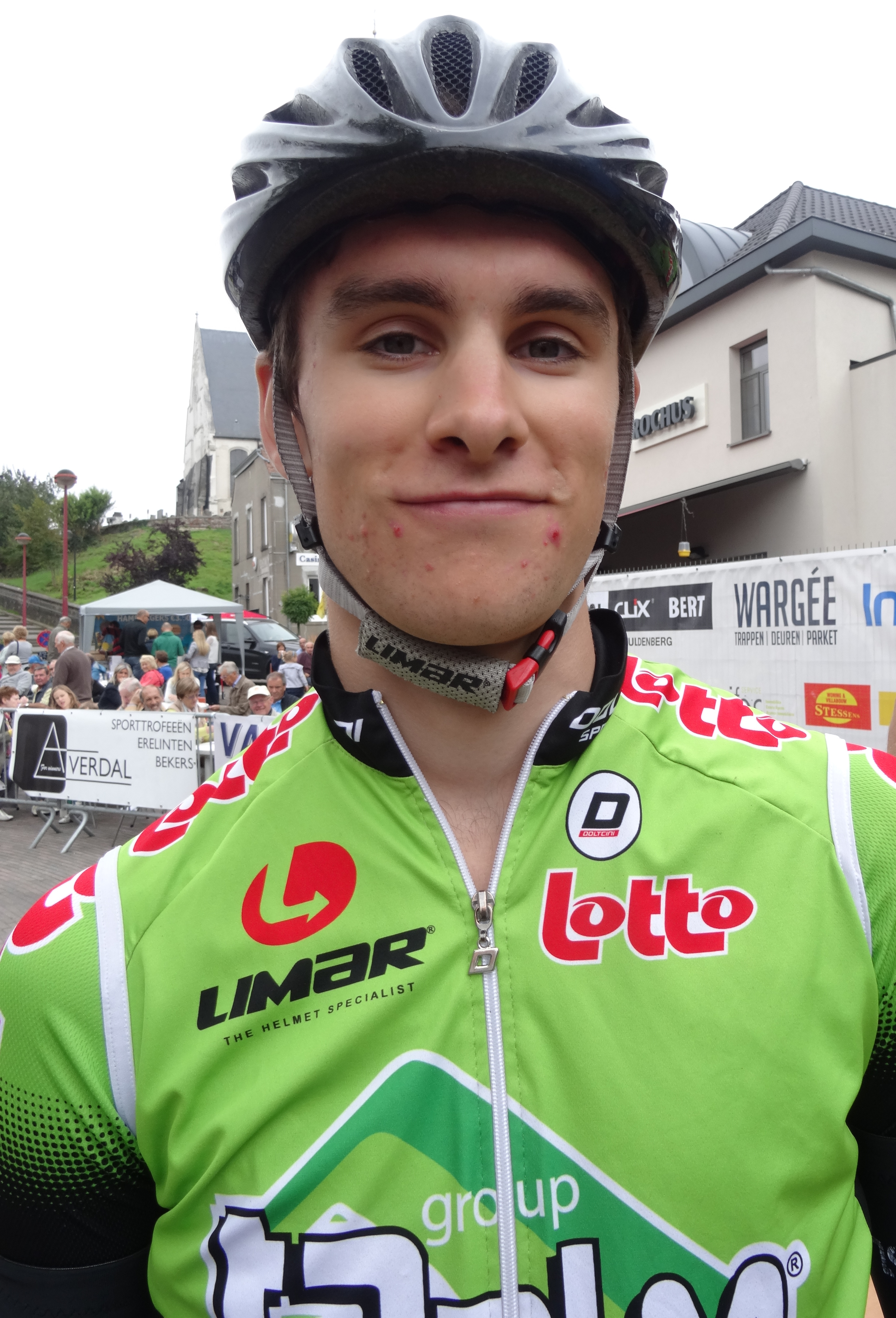
Tom Vessey.
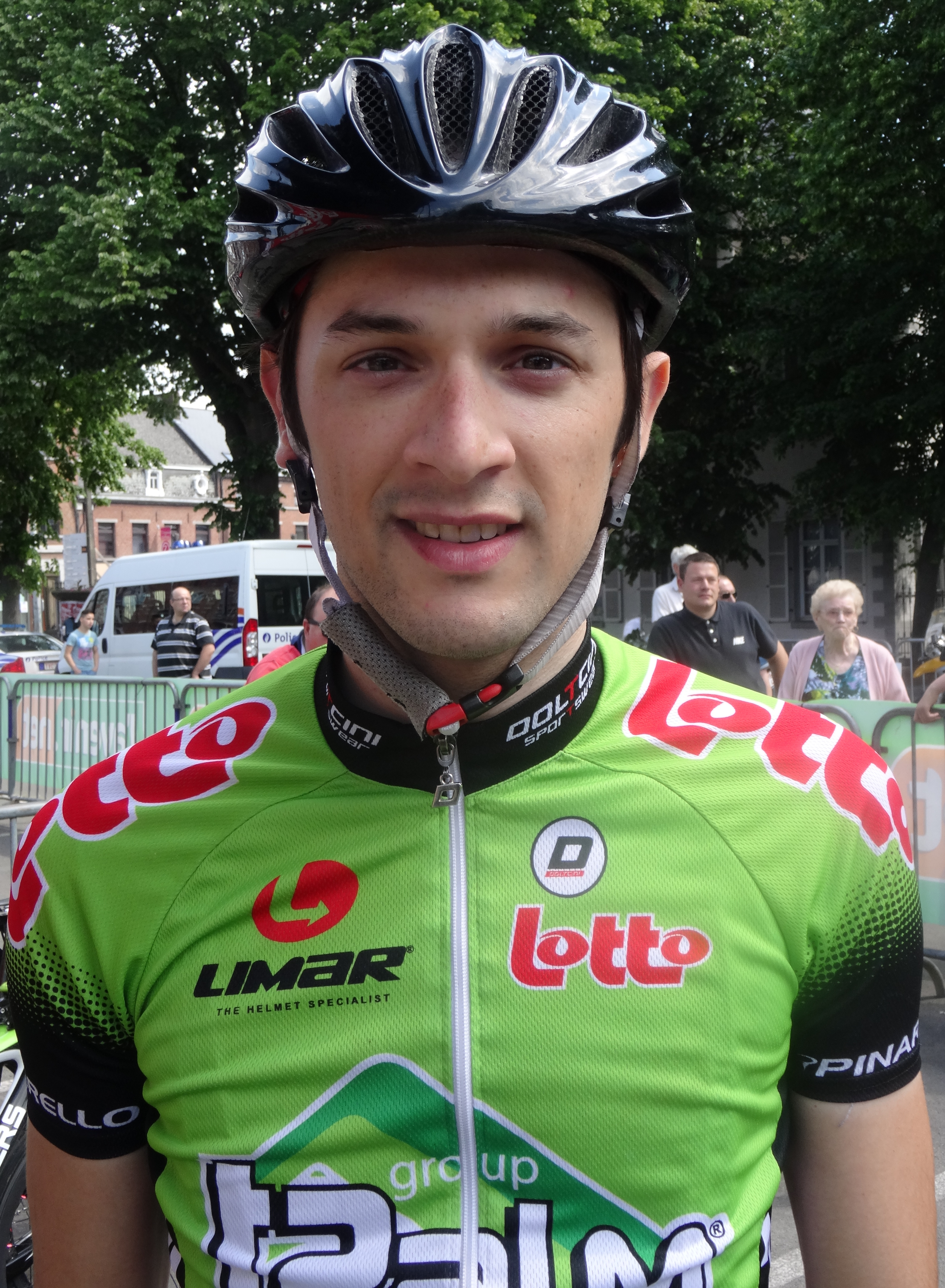
Andrew Ydens.

### Encadrement

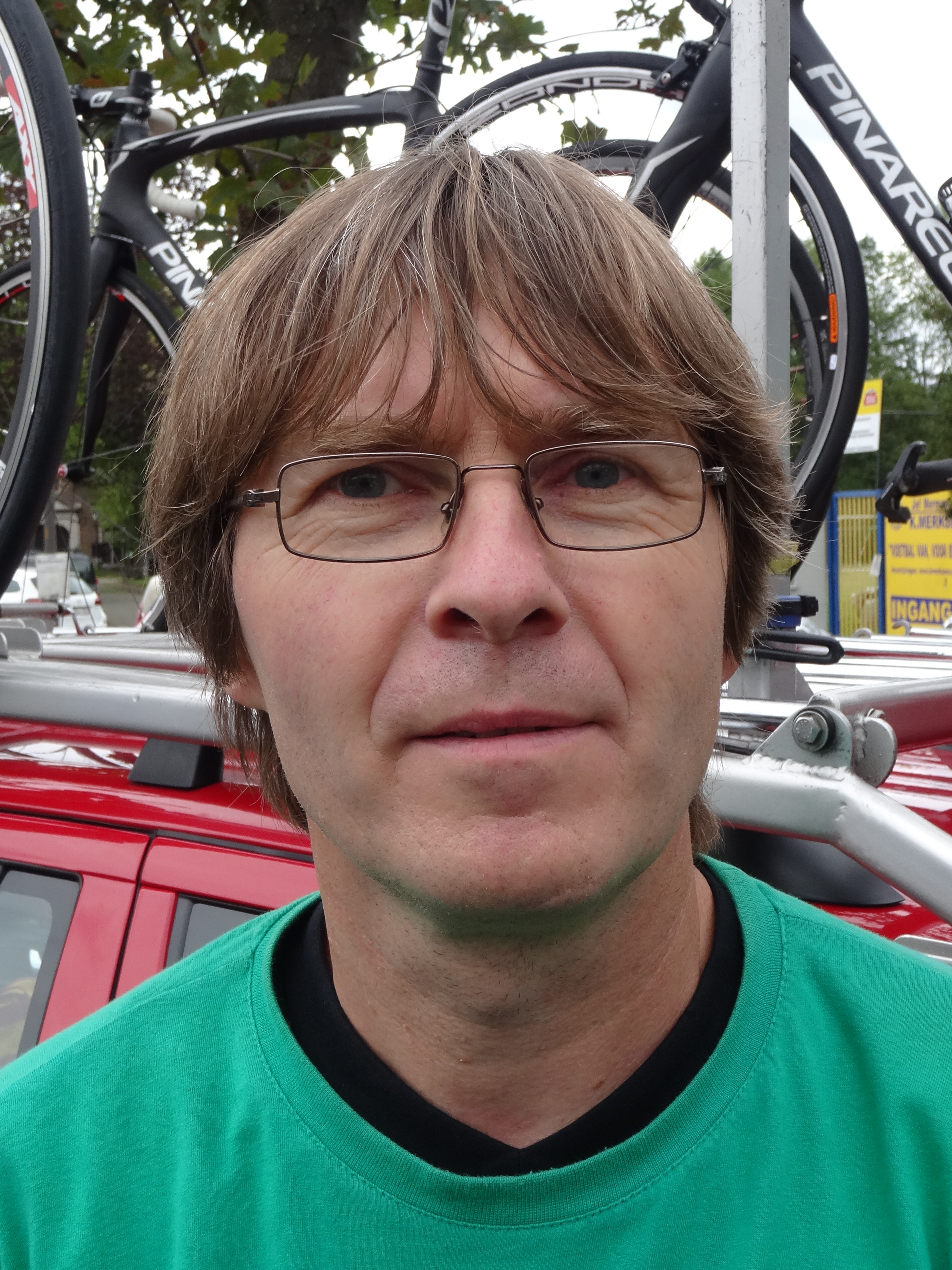
Pascal Pieteraerens lors de la Flèche du port d'Anvers 2014.

Pascal Pieteraerens est le directeur sportif de l'équipe depuis sa création en 2006. Claire Lesceux y est assistante et soigneuse.

## Bilan de la saison
Début juillet, Pascal Pieteraerens, directeur sportif, reconnaît que le début de saison a été assez difficile, dans un entretien accordé à Direct Vélo, tout en indiquant que « le niveau est globalement plus élevé avec le retour des anciens professionnels qui n'ont pas retrouvé de contrat » (trois coureurs viennent d'arriver dans l'équipe). Il évoque ainsi les blessures, périodes de repos, et maladies. Il se montre content de l'évolution d'Alexandre Seny, et compte sur des bons résultats de la part de Tom Vessey sur le Tour de la province de Liège. Enfin, il évoque les bons niveaux de Thomas Armstrong et Boris Beelen.

### Victoires
L'équipe n'a pas remporté de victoires sur les courses UCI. Axel Gremelpont a toutefois remporté la première place d'une course à Grandglise le 8 mars.

### Classement UCI

#### UCI Europe Tour
L'équipe T.Palm-Pôle Continental Wallon termine à la 122e place de l'Europe Tour avec 6 points. Ce total est obtenu par l'addition des points des huit meilleurs coureurs de l'équipe au classement individuel, cependant seul un coureur est classé,.
| Rang | Coureur      | Points |
| ---- | ------------ | ------ |
| 907  | Andrew Ydens | 6      |